# Цироха
Цироха (словац. Cirocha) — река в Прешовском крае Словакии. Длина — 50,1 км, площадь бассейна — 499,813 км²:51.
Берёт начало на высоте 765 м у перевала Руске-Седло на словацко-польской границе:54. Течёт на юг, затем на юго-запад. Протекает через город Снина. Впадает в Лаборец слева, у города Гуменне.
В верховье на Цирохе создано водохранилище Старина (высота зеркала 340 м, площадь — 3,11 км²):172.